# Salpis desolata
Salpis desolata là một loài bướm đêm trong họ Geometridae.